# Brelki
Brelki es una villa que se encuentra en el distrito administrativo de Gmina Drobin, en el condado de Płock, Voivodato de Mazovia, en la zona este-central de Polonia. Se encuentra a unos 6 km al suroeste de Drobin, a 24 km al noreste de Płock, y a 93 km al noroeste de Varsovia.